# Belize nos Jogos Olímpicos de Verão de 2016
O Belize participou dos Jogos Olímpicos de Verão de 2016, que foram realizados na cidade do Rio de Janeiro, no Brasil, entre os dias 5 e 21 de agosto de 2016. Foi a décima segunda participação do país nos Jogos Olímpicos, apesar de já ter aparecido em duas edições anteriores sob o nome "Honduras Britânicas", em 1968 na Cidade do México, e em 1972 em Munique. Belize aderiu ao boicote liderado pelos Estados Unidos aos Jogos Olímpicos de Verão de 1980, realizados em Moscou, na Rússia. A delegação para 2016 incluiu dois atletas no atletismo, Brandon Jones e Katy Sealy, além do judoca Renick James. Todos os três atletas fizeram sua estreia olímpica. A Associação Olímpica e dos Jogos da Commonwealth de Belize nomeou o velocista Brandon Jones para carregar a bandeira do país na cerimônia de abertura e na cerimônia de encerramento. Belize, no entanto, ainda não conquistou a sua primeira medalha olímpica.

## Antecedentes
Belize participou de doze edições dos Jogos Olímpicos de Verão entre a sua estreia nos Jogos Olímpicos de Verão de 1968 na Cidade do México, México, e os Jogos Olímpicos de Verão de 2016 no Rio de Janeiro, Brasil. O maior número de belizenses participantes de qualquer um dos Jogos de Verão foi de 11 nos Jogos Olímpicos de Verão de 1984 em Los Angeles, Estados Unidos. Nenhum belizense havia conquistado uma medalha nas Olimpíadas. Todos os participantes de Belize competiram nos Jogos por meio de convites universais da Associação Internacional de Federações de Atletismo (IAAF) e da Federação Internacional de Judô (IJF). Brandon Jones foi escolhido para ser o portador da bandeira de Belize durante o desfile das nações da cerimônia de abertura e da cerimônia de encerramento.

## Atletismo
Belize recebeu um convite de universalidade da IAAF para enviar dois atletas (um homem e uma mulher) para as Olimpíadas. Isso marcou as estreias olímpicas de Brandon Jones e de Katy Sealy. Jones participou dos 200 m masculino e Sealy dos 100 m com barreiras feminino. Brandon Jones terminou em 8º na bateria com um tempo de 21.49 segundos, alcançando o seu melhor resultado na temporada, mas não sendo o suficiente para ele se classificar para as semifinais. Katy Sealy encerrou em 7ª na sua bateria com um tempo de 15.79 segundos e não conseguiu se classificar para as semifinais. A corredora que encerrou atrás dela, Mulern Jean, foi desqualificada devido à violação da regra 168.7b, que afirma que um competidor não deve "deliberadamente derrubar a qualquer obstáculo".
- Nota — As classificações das provas de pista são apenas dentro da bateria na qual o atleta competiu
- Q = Qualificado/a para a rodada seguinte
- q = Qualificado/a em repescagens ou, nas provas de pista, através da posição sem alcançar a marca para a qualificação
- RN = Recorde nacional
- N/A = Rodada não existente nessa prova
- Ise = Atleta isento/a de competir nessa ronda

Eventos de pista
| Atleta        | Evento                       | Bateria   | Bateria | Semifinal   | Semifinal   | Final       | Final       |
| Atleta        | Evento                       | Resultado | Pos.    | Resultado   | Pos.        | Resultado   | Pos.        |
| ------------- | ---------------------------- | --------- | ------- | ----------- | ----------- | ----------- | ----------- |
| Brandon Jones | 200 m masculino              | 21.49     | 8       | Não avançou | Não avançou | Não avançou | Não avançou |
| Katy Sealy    | 100 m com barreiras feminino | 15.79     | 7       | Não avançou | Não avançou | Não avançou | Não avançou |

## Judô
Belize recebeu um convite de universalidade da Comissão Tripartite para enviar um judoca para competir na categoria de peso médio masculino (até 90 kg) nas Olimpíadas. Esta foi a estreia olímpica de Renick James. James não precisou disputar a primeira fase, a rodada de 64, após ter sido dispensado no sorteio. Na sua luta de estreia, na rodada de 32, sofreu um ippon e perdeu por 100-000 diante do atleta Ovini Uera, de Nauru.
| Atleta       | Evento              | Rodada de 64       | Rodada de 32             | Rodada de 16       | Quartas-de-finais  | Semifinais         | Repescagem         | Final / BM         | Final / BM  |
| Atleta       | Evento              | Oponente Resultado | Oponente Resultado       | Oponente Resultado | Oponente Resultado | Oponente Resultado | Oponente Resultado | Oponente Resultado | Pos.        |
| ------------ | ------------------- | ------------------ | ------------------------ | ------------------ | ------------------ | ------------------ | ------------------ | ------------------ | ----------- |
| Renick James | Masculino até 90 kg | Bye                | NRU Ovini Uera D 000–100 | Não avançou        | Não avançou        | Não avançou        | Não avançou        | Não avançou        | Não avançou |